# Keiichi Maebara
Keiichi Maebara (en japonés, 前原 圭一) es el personaje principal del videojuego Higurashi no Naku Koro ni, y sus adaptaciones en anime y manga. Su seiyū es Soichiro Hoshi, y en la película de acción real es interpretado por Gōki Maeda.

## Historia
Maebara Keiichi es el hijo de un famoso Artista (Maebara Ichiro) y recientemente se trasladó a la villa de Hinamizawa, luego de una serie de desafortunados y terribles eventos en su ciudad natal. Su carisma le ayuda a tener amigos rápidamente en su nueva ciudad, Según avanza la serie se vuelve algo paranoico debido a los misterios de la villa y de acuerdo a diversos sucesos extraños. Aun así, Keiichi es una persona bondadosa, además de ser un alumno prodigio por sus buenas calificaciones, astucia y habilidad persuasiva hacia los demás. Al inicio de la historia en las sagas Onikakushi-hen y Tatarigoroshi-hen, sufre de paranoia, y no cree en lo que dicen sus amigas mientras que, en los demás arcos, Keiichi se muestra más amable y es uno de los personajes clave que ayudan a resolver el misterio de Hinamizawa. Keiichi a menudo termina siendo el blanco de las bromas del club en las cuales sus amigas, Rena, Mion, Satoko y Rika, lo obligan a vestirse con trajes ridículos como apuesta en sus juegos, aunque en raras ocasiones este consigue vengarse haciéndole lo mismo a sus rivales En c
caso de necesitar un arma Keiichi usa un Bate de Metal, que anteriormente usaba Satoshi (Hermano mayor de Satoko). Keiichi usa esta arma en ciertas ocasiones para defenderse de acuerdo a la situación o para ayudar a otros.
Él y su familia viven en una casa grande sobre la tierra que compraron a la familia Sonozaki. Como resultado, muchos de sus amigos y amigas creen que es muy rico (En realidad solo son de clase media) La casa fue construida así de grande para su padre, ya que él es un artista y necesita más espacio para realizar sus obras y exponerlas a sus clientes.
Keiichi tiene el cabello castaño, ojos violeta y es descrito como un chico carismático y determinado. Durante sus días de escuela lleva una camiseta corta de color rojo y encima una camiseta blanca, pantalones negros, cinturón azul, y zapatos. En cambio, en sus días libres, solo lleva una camiseta manga corta de color rojo y debajo una polera negra, pantalones cortos de color verde, y zapatillas rojas o azules; su edad se especula entre los 14 a 15 años.

## Antes de Hinamizawa
Casi al final de la primera temporada del anime, es revelado por Rena que Keiichi cometió crímenes en su ciudad natal (Rena obtuvo esta información por medio de Oishi), Antes de llegar a Hinamizawa, Keiichi era intimidado por sus compañeros de clase, ya que estaban celosos de sus buenas calificaciones. Keiichi trabajaba duro para obtenerlas y así se ganó los elogios de sus padres y profesores. Sin embargo, debido a que sus compañeros se burlaban de él, se volvió arrogante y sentía que era mejor que sus demás compañeros. Eventualmente la situación lo derrumbó en estrés, que empezó a desquitar cuando atacaba a niños pequeños con una pistola de juguete (peligrosa) con la cual causó muchos problemas. Pero un día hirió accidentalmente a una niña en un ojo dejándola tuerta, Keiichi en ese momento reacciona y se da cuenta de que ha estado haciendo muchas cosas malas por lo que confiesa lo que hizo a sus padres. A pesar de que ellos estaban molestos con él, en el fondo se sentían culpables por no haberse percatado de las cosas malas que le sucedían en la escuela. Según Rena, el padre de Keiichi pagó una fianza para arreglar el daño por lo sucedido y así callar los malos rumores que rodeaban a Keiichi. De esa forma tratarían de hacer una nueva vida en Hinamizawa.

## Relaciones
Ryuugu Rena
En la mayoría de los arcos tienden a mostrar a Keiichi y Rena como destinados a estar juntos. Se enfrentan unos contra otros en las actividades del club, en especial en la de pistolas de agua al comienzo de Tsumihoroboshi-hen, además de la épica batalla en el techo de la escuela, donde Keiichi y Rena tienen un duelo a muerte que termina con Keiichi reparando la difícil situación de Rena en ese arco. A menudo se coquetean entre ellos como broma.
Sonozaki Mion
La relación de ellos comienza a notarse a partir de arcos como Watanagashi-hen en adelante. Mion a pesar de comportarse como una líder en las actividades del club y como una rival de Keiichi, ella está muy enamorada de él, pero Keiichi también la ve como una rival, además de ser una mujer poco femenina. Cuando Keiichi le da una muñeca a Rena, Mion aparenta no importarle, pero en el fondo estaba muy frustrada, lo cual desata la tragedia de Shion. Mion considera a Keiichi como el hombre del cual ella puede depender, incluso en ocasiones Rena suele ayudar a Mion para estar más tiempo con Keiichi, pero en raras ocasiones suele pasar algo profundo debido a la timidez y orgullo de Mion.
Hōjō Satoko
Keiichi y Satoko suelen ser amigos y enemigos a la vez, ya que Satoko le coloca trampas en las que Keiichi constantemente cae, es la forma tan peculiar que tiene Satoko de jugar con Keiichi, aunque en el fondo se llevan muy bien y por ello Satoko suele llamarle nii-nii (Hermano mayor) a Keiichi ya que le recuerda mucho a su querido hermano desaparecido.
Furude Rika
Para Rika, la presencia de Maebara Keiichi es una de las piezas más importantes en la batalla contra el eterno junio de 1983, si él no llegase a aparecer es igual a una batalla perdida. Keiichi es el que le da ánimos a Rika de seguir luchando contra el cruel destino de Hinamizawa, en especial cuando este consigue recordar otros mundos para ayudar a sus amigas, ambos son buenos amigos aunque es una relación que aparece casi en los últimos arcos.

## Misterios de este personaje
A pesar de que Keiichi es un personaje principal, no protagoniza toda la historia, ya que en los últimos arcos de respuesta es Rika la que va a la cabeza al ser la que recuerda todos los sucesos del pueblo. En los arcos de pregunta, Keiichi realiza algunas acciones accidentales, que desatan tragedias en sus amigas, y los llevan a un mal final. Allí, inconscientemente suele ser una especie de villano, causando tragedias, ya sea tratando proteger a sus amigas o matándolas cuando siente que ellas le ocultan muchos secretos del macabro pueblo de Hinamizawa, volviéndolo paranoico y descontrolado debido al Síndrome de Hinamizawa que a veces también afecta a sus amigas de la misma forma.
Pero en la mayoría de los arcos de respuesta Keiichi misteriosamente repara esos errores y con ello evita las tragedias, en ocasiones hasta suele recordar otros mundos ante el asombro de Rika, ya que eso es prácticamente imposible para alguien sin poderes como él. Keiichi es el personaje que muestra milagros en los momentos más críticos para así ayudar a sus amigas y corregir sus errores, también une a todo el pueblo debido a su habilidad persuasiva hacia los demás y por su gran astucia lo que lo hace ver como el candidato número uno para ser el líder de los Sonozaki junto con Mion.
Se vincula a Keiichi con dos de las chicas mencionadas, Rena y Mion. Él suele tener relaciones profundas con una o con la otra, dependiendo del arco, pero debido a que siempre terminan en finales trágicos por otros factores, es la razón por la cual no tiene pareja oficial, incluso cuando llegaron al final definitivo, aunque se especula que en las novelas visuales y en el manga, Keiichi tiene un vínculo más apegado a Rena, mientras que en el anime, este vínculo es con Mion.
Actualmente Keiichi es uno de los personajes más populares de la saga When They Cry, su carisma y determinación lo volvieron uno de los grandes representantes de personajes GAR de los últimos años, aunque también destaca por su personalidad oscura durante algunos momentos críticos. Varias facetas de Keiichi fueron fuente para la creación de Ushiromiya Battler (Protagonista de Umineko no Naku Koro ni / Secuela de Higurashi no Naku Koro ni)

## Acción real
En la primera película de acción real de Higurashi no Naku Koro ni, es interpretado por Gōki Maeda. En esta película Keiichi es más melancólico y poco entusiasta, aunque sigue manteniendo su esencia de joven paranoico pero que busca divertirse con sus amigos. También hace aparición en la segunda película.